# Кариот
Кариот (хебр. קריות) је име два града која се помињу у јеврејској Библији. Појављује се у верзији краља Јакова о Амосу 2:2.
- Град на југу Јудеје. Јуда Искариотски је вероватно родом из овог места, и отуда његово име Искариотски. Идентификован је са рушевинама ел-Куреитеина, око 10 mi (16 km) јужно од Хеброна.
- Град Моаб (Јеремија 48: 24,48: 41), назван Кириот (Амос 2:2).